# 지타 세레니
지타 세레니(Gitta Sereny, 1921년 3월 13일 ~ 2012년 6월 14일)는 오스트리아의 작가이다.